# 近邻同盟
近邻同盟 (古希腊语： Ἀμφικτίων或 Ἀμφικτύων）--是一个由雅典、色萨利等十二个相互毗邻的城邦构成的宗教性组织。

## 简介
近邻同盟是以神庙为中心建立起来的，同盟每年举行一次会议，讨论盟内各邦之间及盟邦与外邦之间的关系，同时也商讨神庙的维修及财政等问题。同盟规定，同盟内任何成员受到外邦威胁时，加盟各邦有同仇敌忾的责任，各邦必须保护神庙并以向神庙献祭为己任。从形式上看，“近邻同盟”似乎是一个纯粹意义上的宗教性同盟，但是它所表现出来的倾向是使加盟各邦团结一致共同御敌。因此，它又是作为一种政治性的团体存在于希腊世界。